# Matthias của Thánh chế La Mã

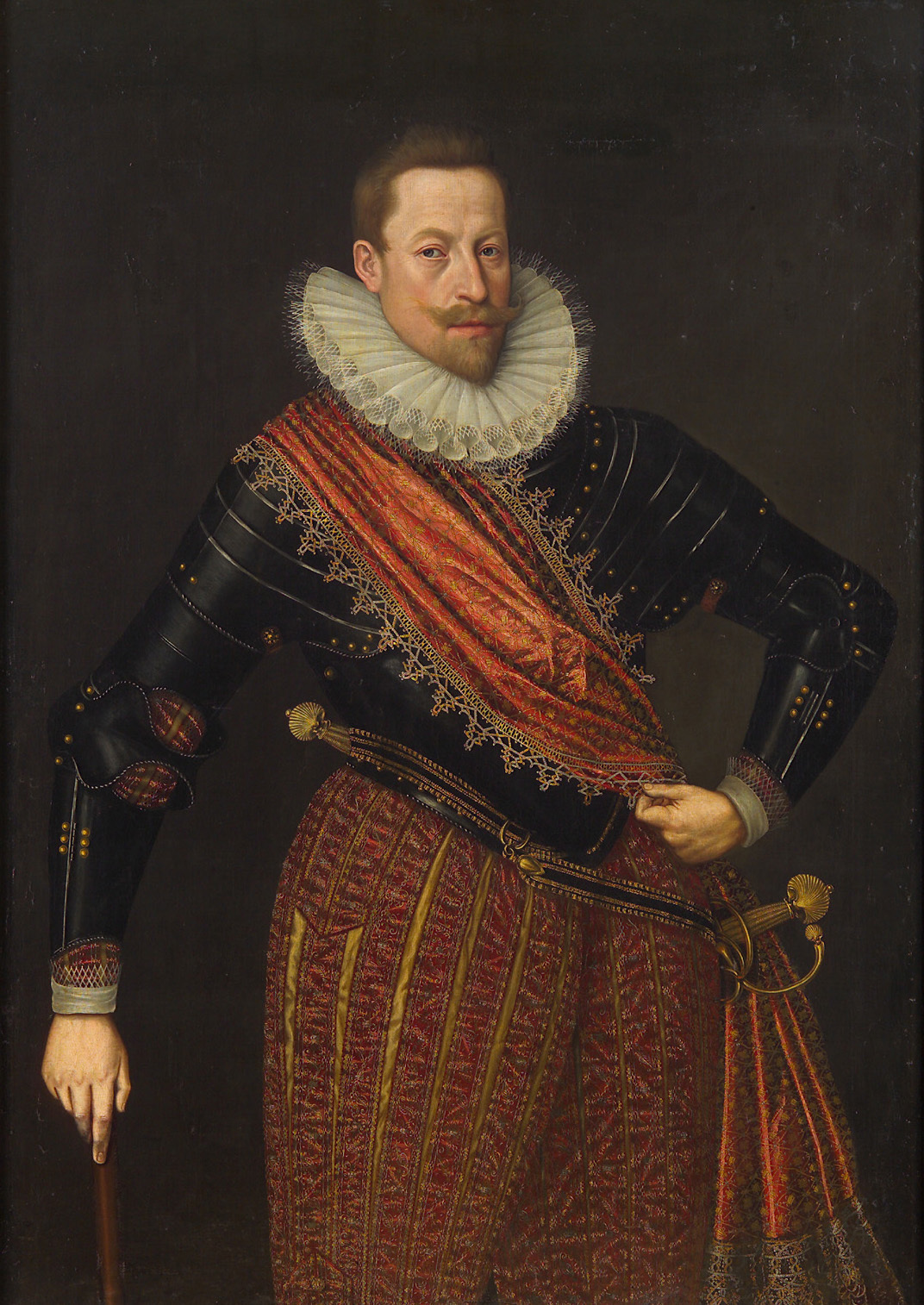
Hoàng đế La Mã Thần thánh Matthias

Matthias (24 tháng 2, 1557 - 20 tháng 3 năm 1619) của nhà Habsburg trị vì với tư cách là Hoàng đế La Mã Thần thánh (1612-1619), vua Hungary và Croatia (1608-1619) (tức Mátyás II), và vua Bohemia (1612-1617).
Matthias sinh ở thủ đô Áo là Viên là con của Maximilian II của Thánh chế La Mã và Maria của Tây Ban Nha.
Matthias cưới Nữ Đại vương công Anna của Áo, con gái của chú ông - Đại vương công Ferdinand II, người được Matthias thừa kế năm 1595. Matthias không có con trong cuộc hôn nhân này.